# Pegomya agarici
Pegomya agarici este o specie de muște din genul Pegomya, familia Anthomyiidae, descrisă de Griffiths în anul 1984.
Este endemică în Alberta. Conform Catalogue of Life specia Pegomya agarici nu are subspecii cunoscute.